# 生产

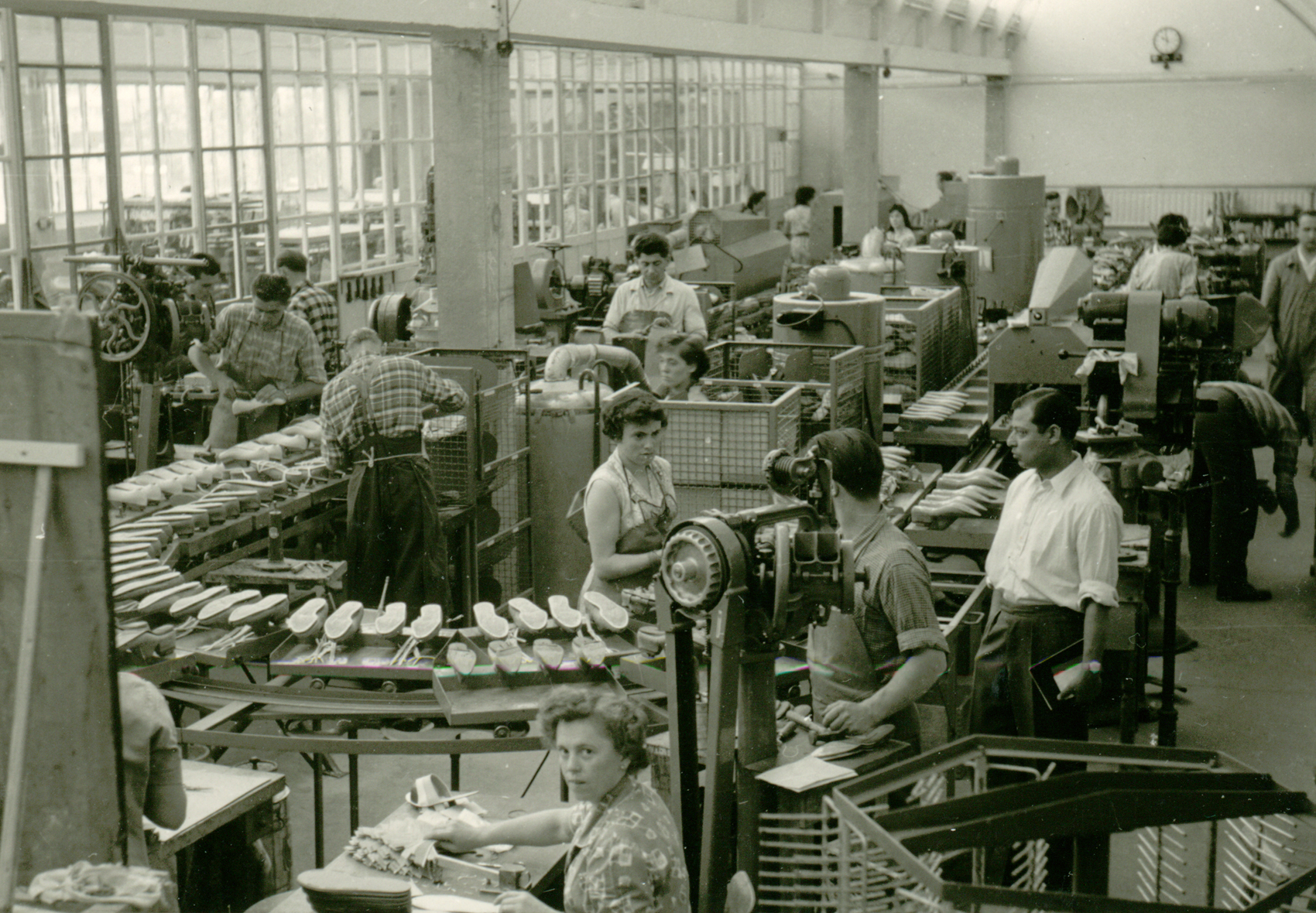
生產鞋子的工厂车间

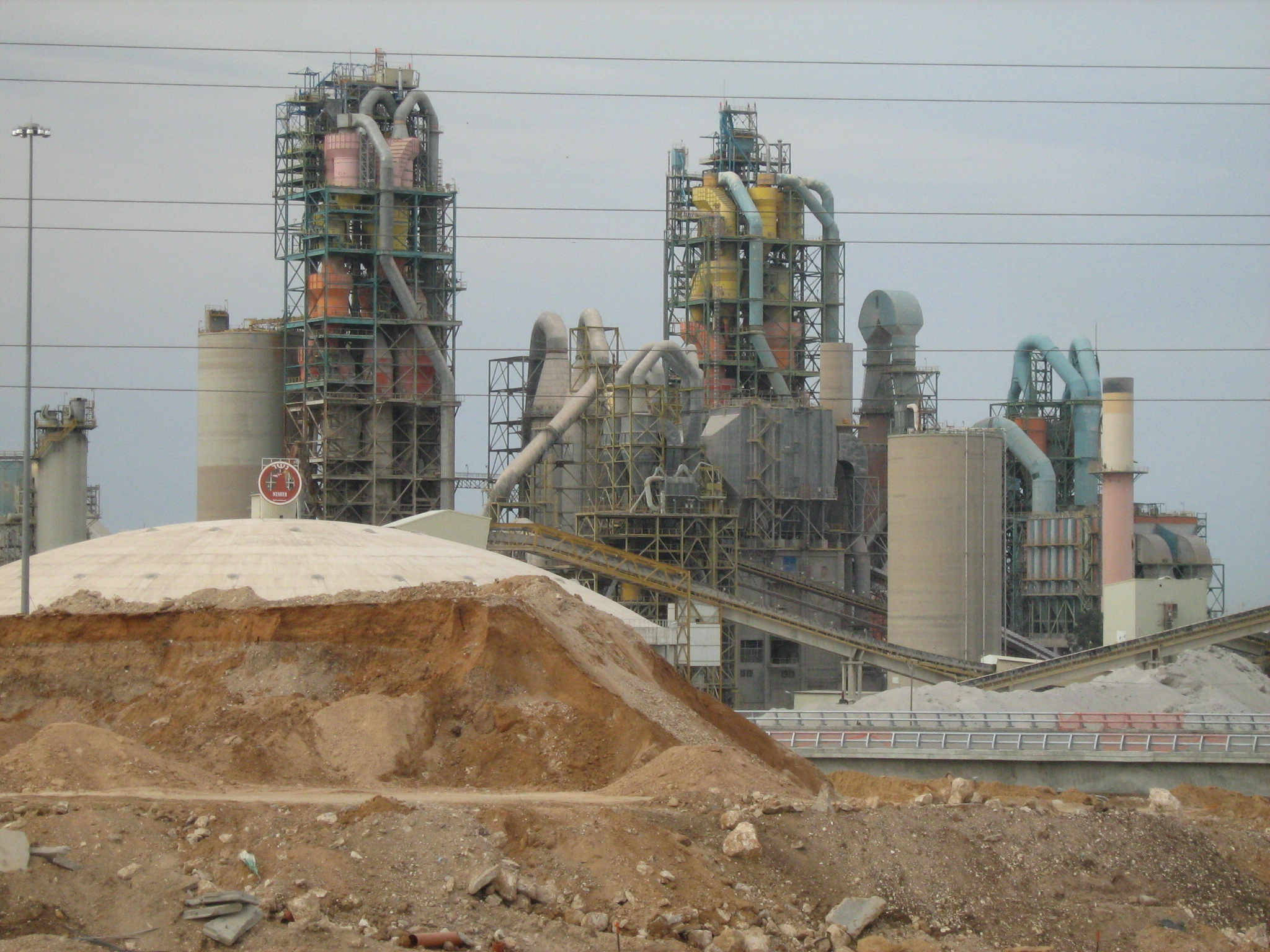
采矿业雖然是開挖現成的資源，但是也算是生產过程

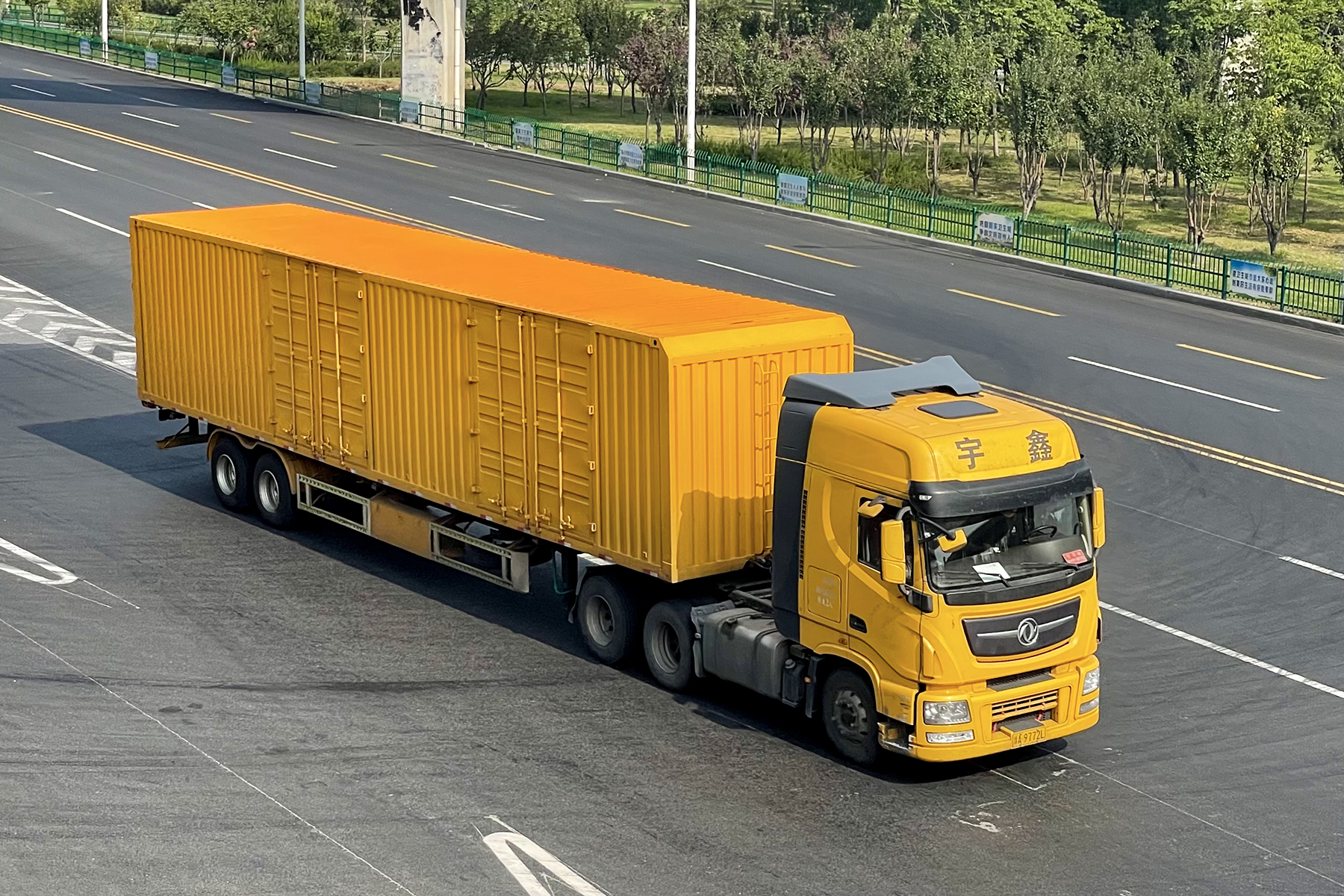
交通运输业虽然没有实物产出，但其提供了服务，故也算是生产过程

生产在经济学中指的是厂商或服务提供者，把其可以支配的资源（也就是生产要素）转变为商品（有形产品或無形服务）的过程，而且所產生的商品有價值，可以對消費者產生效用。經濟學中研究生產的領域稱為生产理論（production theory），其中許多概念都類似經濟學中的消費理論（consumption theory）。

## 例子
- 農夫
- 室內設計
- 裝修

## 生产要素
生产要素主要指的是下面四个核心要素
- 劳动
- 土地
- 资本
- 企业家的管理水平（企業才能）